# László Lugossy
László Lugossy (ur. 23 października 1939 w Budapeszcie) – węgierski reżyser i scenarzysta filmowy. 
Absolwent Uniwersytetu Sztuk Teatralnych i Filmowych w Budapeszcie, gdzie studiował w latach 1957-1961. Autor trzech filmów fabularnych, z których wszystkie nagrodzono na MFF w Berlinie. Identyfikacja (1976) zdobyła Srebrnego Niedźwiedzia za wybitne osiągnięcie artystyczne, Dzięki, wszystko w porządku (1981) - wyróżnienie FIPRESCI, a Płatki, kwiaty, wieńce (1985) - Srebrnego Niedźwiedzia – Nagrodę Specjalną Jury.
Zasiadał w jury konkursu głównego na 12. MFF w Moskwie (1981) oraz na 32. MFF w Berlinie (1982).